# Logo Eu
"Logo Eu" é uma canção da dupla sertaneja Jorge & Mateus. Lançada em 4 de outubro de 2013 como primeiro single do álbum Os Anjos Cantam (2015). Em 2015, a canção foi incluída no set list do álbum comemorativo aos 10 Anos da dupla, tendo esse sido lançando em 11 de novembro de 2016.

## Conteúdo e produção
A produção da música ficou por conta de Dudu Borges. Segundo Dudu, desde o primeiro instante, ele acreditava que a música se tornaria sucesso. "Quando a ‘Logo Eu’ chegou no meu e-mail, eu já senti uma sensação muito boa nela. Eu acredito que isso é o primeiro passo para ter uma música que vai dar certo […] Ela tem ritmo, ela é romântica, ela é pop, ela é sertaneja. Então, eu acho que essa música vem em um momento muito bom, por que Jorge & Mateus representa isso, toda essa mistura", explica.
O produtor também ressalta a importância da escolha de músicos de alto nível. "Logo Eu" contou com Anderson Nogueira (bateria), Robinho Tavares (baixo) e Jeff Vilalva (sanfona), além das guitarras de Mateus. "É muito importante ter um artista como o Mateus, que é o artista tocando, mesmo, e dando essa cara, porque a música é deles".

## Lista de faixas
| Download digital no iTunes |           |         |  |
| N.º                        | Título    | Duração |  |
| 1.                         | "Logo Eu" | 2:36    |  |

## Desempenho nas paradas
| Paradas (2013-14)          | Melhor posição |
| -------------------------- | -------------- |
| Brasil (Billboard Hot 100) | 4              |